# Рибітви (Люблінське воєводство)
Рибітви (пол. Rybitwy) — село в Польщі, у гміні Юзефув-над-Віслою Опольського повіту Люблінського воєводства.
Населення — 286 осіб (2011).

## Демографія
Демографічна структура станом на 31 березня 2011 року:
|          | Загалом | Допрацездатний вік | Працездатний вік | Постпрацездатний вік |
| -------- | ------- | ------------------ | ---------------- | -------------------- |
| Чоловіки | 143     | 30                 | 88               | 25                   |
| Жінки    | 143     | 23                 | 76               | 44                   |
| Разом    | 286     | 53                 | 164              | 69                   |